# Okinawa prefektur
Okinawa prefektur (沖縄県; Okinawa-ken; okinawianska: uchina-ken) är Japans sydligaste prefektur. Den består av den större delen av Ryukyuöarna, en över 1000 kilometer lång ökedja med ett 70-tal öar. Ögruppen sträcker sig från söder om Kyushu till Taiwan, men de allra nordligaste öarna är en del av Kagoshima prefektur. Residensstad är Naha, som är belägen på den södra delen av den största och mest välbefolkade ön, Okinawa (Okinawa Hontō). De omtvistade Senkakuöarna administreras också under Okinawas prefektur.

## Historia

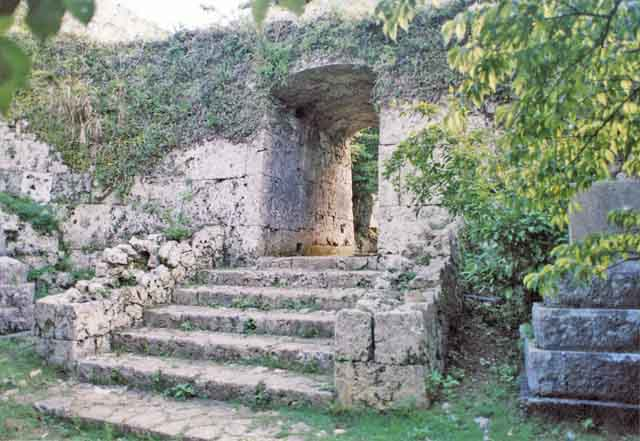
Gusukuruin

Det är osäkert när öarna upptäcktes, de första dokumenterade kinesiska anteckningarna härrör från år 603 då Kina skickade en delegation till Okinawa med bud om att de skulle underkasta sig den kinesiske kejsaren. Okinawas befolkning vägrade och år 610 invaderades ön för att bli en kinesisk vasallstat de närmaste 500 åren.
Det första lokala kungadömet grundades redan på 1100-talet av Shunten från Urasoedynastin och varade till 1300-talet då riket splittrades i tre mindre riken Chūzan, Hokuzan och Nanzan men under en samlad ledning. Shō Hashi, härskaren av Chūzan, annekterade grannen Hokuzan år 1416 och grannen Nanzan år 1429 och återförenade riket till Kungariket Ryūkyū. Okinawas fördelaktiga läge i Östkinesiska havet och dess relativa närhet till Kina, Korea, Japan, Taiwan och Filippinerna gjorde Ryūkyūriket till en rik handelsstat. Många av slottsruinerna på öarna, de så kallade Gusuku, byggdes under denna period.
1609 invaderades Ryūkyūriket av den japanska Satsumaklanen som kontrollerade området i södra Japan som idag är Kagoshima prefekturen. Kungariket förblev en oberoende stat men var i själva verket under direkt kontroll av Satsuma.
1854 besökte amerikanske Matthew C. Perry samtidigt som även andra västnationer som Storbritannien, Frankrike och Ryssland försökte inleda handelsförbindelser med Okinawa. Detta ledde till att Japan 1868 stationerade militärpersonal på ön.
1879 upplöste Japan Ryūkyūriket under den så kallade Meijirestaurationen och införlivade området som Okinawa prefektur i Japan.
Efter andra världskriget och slaget om Okinawa 1945 hamnade Okinawa i 27 år under amerikansk administration. Under denna period uppfördes ett flertal militärbaser på bland annat huvudön Okinawa och USA har än idag militärbaser här.
Den 15 maj 1972 blev Okinawa återigen en del av Japan samtidigt med en stor amerikansk militär närvaro på ön. Över 50 000 amerikanska militärer är anställda på någon av baserna i området. Samtidigt som detta är en stor inkomstkälla för områdets 1,4 miljoner invånare är den amerikanska närvaron också mycket kontroversiell bland lokalbefolkningen.

## Språk och kultur

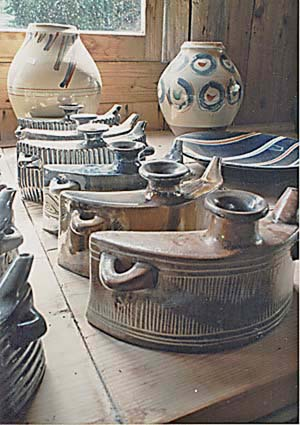
Awamorikrukor

Eftersom Okinawa historiskt har varit en oberoende nation och Kungariket Ryūkyū hade närmare förbindelser med Kina än med Japan, så är den okinawiska kulturen och språket väldigt annorlunda än motsvarande på Japans fastland. Det finns ett flertal ryukyuspråk som är mer eller mindre oförståeliga för en japansktalande person. Dessa språk minskar dock i användning sedan den japanska regeringen uppmuntrar bruk av standardjapanska.

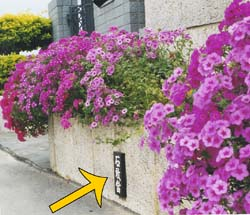
"Ishiganto", en sten som ska skydda mot onda andar. Yomitan, Okinawa

 Okinawa är också, på grund av sitt läge och sin historia, mycket mer varierat etniskt sett än övriga delar av Japan. Okinawas befolkning är en unik blandning av malajer från Formosa och Filippinerna, kineser från Kina och japaner från Japan. Kulturellt anses de stå närmare Kina och Filippinerna än det japanska fastlandet.
En av Okinawas mest berömda kulturella exporter är karate. Dess ursprung förmodas vara en blandning av kinesisk Kung-fu och traditionella kampsporter som utövats på ön. Under långa perioder i Okinawas historia har de av Japan varit förbjudna att använda vapen, vilket förmodligen också bidrog till karatens utveckling.
En annan traditionell okinawisk produkt är awamori, brännvin gjort på indicaris importerat från Thailand. Krukmakeri är också en starkt bevarad tradition. Ett annat framstående exempel på okinawisk kultur är sanshin, ett tresträngat instrument nära besläktat med den kinesiska sanxian, och förebild för den japanska shamisen.

## Natur och klimat

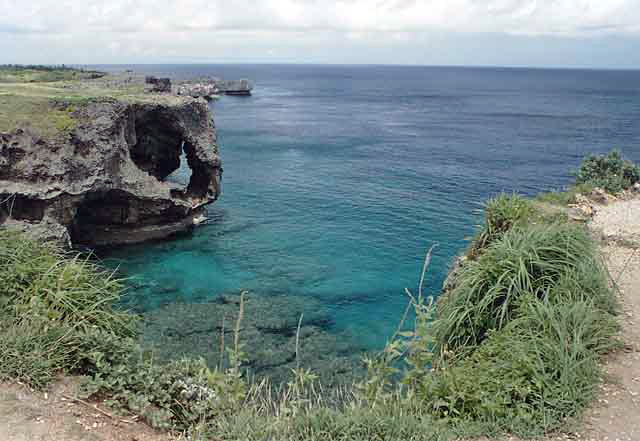
Manzamo, Okinawa

Okinawa har ett subtropiskt klimat och temperaturen understiger sällan 15 grader ens på vintern . Många av öarna är gamla korallrev vilket har gett öarna många grottor, vilka spelade en viktig roll i Slaget om Okinawa. Gyokusendo, en kalkstensgrotta på södra Okinawa Hontō är ett populärt turistmål.
Okinawa sägs ha Japans vackraste stränder och många korallrev finns i regionen. Djurlivet är till skillnad från resten av Japan mycket rikt.

## Geografi
Okinawa prefekturens öar delas vanligtvis in i geografiska arkipelager. Från nordöst till sydväst:
Okinawaöarna - 沖縄諸島; Okinawa-shotō med
- Okinawaöarna – huvudö Okinawa-hontō - 沖縄本島
- Keramaöarna, Kerama-shotō – huvudö Tokashiki-jima
- Daitoöarna, Daitō-rettō – huvudö Minami-daito

Sakishimaöarna - Sakishima-shotō med
- Miyakoöarna, 宮古諸島; Miyako-shotō – huvudö Miyako-jima - 宮古島
- Yaeyamaöarna, 八重山諸島; Yaeyama-shotō – huvudö Ishigaki - 石垣島
- Senkaku-öarna, 尖閣諸島; Senkaku-shotō – huvudö Uotsuri-jima

## Administrativ indelning
Prefekturen var år 2016 indelad i elva städer (-shi) och 30 kommuner (-chō eller -son).
De 30 kommunerna grupperas i fem distrikt (-gun). Distrikten har ingen administrativ funktion utan fungerar i huvudsak som postadressområden.
Städer:
- Ginowan, Ishigaki, Itoman, Miyakojima, Nago, Naha, Nanjō, Okinawa, Tomigusuku, Urasoe, Uruma

Distrikt och kommuner:
| - Kunigami distrikt - Ginoza - Higashi - Ie - Kin - Kunigami - Motobu - Nakijin - Onna - Ōgimi | - Miyako distrikt - Tarama - Nakagami distrikt - Chatan - Kadena - Kitanakagusuku - Nakagusuku - Nishihara - Yomitan | - Shimajiri distrikt - Aguni - Haebaru - Iheya - Izena - Kitadaitō - Kumejima - Minamidaitō - Tokashiki - Tonaki - Yaese - Yonabaru - Zamami | - Yaeyama distrikt - Taketomi - Yonaguni |

## Demografi
Okinawa prefekturs befolkning 1 oktober 2003 efter ålder

(1000-tal personer)
| Ålder | Invånare |
| ----- | -------- |
| 0-4   | 84       |
| 5-9   | 85       |
| 10-14 | 87       |
| 15-19 | 94       |
| 20-24 | 91       |
| 25-29 | 97       |
| 30-34 | 99       |
| 35-39 | 87       |
| 40-44 | 91       |
| 45-49 | 96       |
| 50-54 | 100      |
| 55-59 | 64       |
| 60-64 | 65       |
| 65-69 | 66       |
| 70-74 | 53       |
| 75-79 | 37       |
| 80 +  | 55       |

Okinawa prefekturs befolkning 1 oktober 2003 efter ålder och kön

(1000-tal personer)
| Män | Ålder | Kvinnor |
| --- | ----- | ------- |
| 43  | 0-4   | 41      |
| 44  | 5-9   | 41      |
| 45  | 10-14 | 42      |
| 48  | 15-19 | 46      |
| 46  | 20-24 | 45      |
| 49  | 25-29 | 48      |
| 49  | 30-34 | 50      |
| 43  | 35-39 | 44      |
| 46  | 40-44 | 45      |
| 49  | 45-49 | 47      |
| 52  | 50-54 | 48      |
| 32  | 55-59 | 32      |
| 32  | 60-64 | 33      |
| 32  | 65-69 | 34      |
| 24  | 70-74 | 29      |
| 14  | 75-79 | 23      |
| 17  | 80 +  | 38      |

- Källa: Japanska statens statistikbyrå